# Авзрог
Авзрог (араб. أفزروك‎, арм. Աւզրուկ, курд. ئاڤزریك , сир. ܐܦ̮ܙܪܘܟ) — деревня в мухафазе Дохук в Курдистане, Ирак. Она расположен в районе Симеле.
Деревня разделена на нижнюю и верхнюю часть. В Авзроге Шано (Верхнем Авзроге) находится церковь Мар Геваргис, а в Авзроге Мири (Нижнем Авзроге) — Армянская Апостольская церковь Сурп Вардан.

## Этимология
Название деревни происходит от «av» («вода» на курдском языке) и «zer» («жёлтый» на курдском языке) и, таким образом, Авзрог переводится как «жёлтая вода».

## История
Авзрог Мири был основан в 1933 году курдоязычными армянами из села Газнар недалеко от Вана в Турции, укрывшимися в Заху во время геноцида армян в 1915–1917 годах, во время Первой мировой войны, тогда как Авзрог Шано был заселён ассирийцами, говорящими на сирийском языке, в 1936 году. Первая часть деревни (Мири) была населена в основном армянами и частично ассирийцами, в то время как вторая (Шано) была населена исключительно ассирийцами. Сирийская школа была построена в Авзроге Шано в 1947 году, а арабская школа в Авзроге Мири была построена в 1950 году. По данным иракской переписи населения 1957 года, в Авзрог Мири проживало 176 человек.
Начало Первой иракско-курдской войны в 1961 году побудило жителей деревни Авзрог Шано бежать и искать убежища в других местах до завершения войны в 1970 году, за это время деревня была разграблена и сожжена в результате четырех отдельных нападений. Однако возвращение жителей было непродолжительным, поскольку и Авзрог Мири, и Авзрог Шано были разрушены, а их жители переселены иракским правительством в 1975 году. В то время население первого составляло 50 семей, а второго — 60 семей. В рамках правительственной политики арабизации деревня была заселена арабами.
После восстаний 1991 года в Ираке арабские поселенцы бежали, а 25 ассирийских семей вернулись в Авзрог Шано. Армяне, в свою очередь, начали постепенно возвращаться в Авзрог Мири в 1996 году после строительства 65 домов. В Авзроге Мири в 2002 году была построена церковь Сурп Вардан, а Верховный комитет по делам христиан построил 20 домов и холл, отремонтировал школу и церковь, а в 2003 развил инфраструктуру Авзрога Шано. Ещё больше армян вернулись в Авзрог Мири в 2005 году после восстановления 40 домов, строительства 20 новых и развития инфраструктуры села Верховным комитетом по делам христиан.
Авзрог Мири посетил архиепископ Авак Асадурян в 2011 году, и в 2012 году здесь проживало 390 армян и 200 халдейских католиков. В том же году в Авзроге Шано проживало 600 сирийских православных христиан и 185 халдейских католиков. Общество помощи ассирийцам оказывало гуманитарную помощь деревне дважды: 2 сентября 2014 года и 27 января 2015 года. По состоянию на ноябрь 2017 года в Авзроге Мири проживали 268 человек из 67 семей, а в Авзроге Шано — 124 человека из 31 семьи.